# Allée Gaston-Bachelard
Pour les articles homonymes, voir Bachelard (homonymie).
L'allée Gaston-Bachelard est une voie du 14e arrondissement de Paris, en France.

## Situation et accès
L'allée Gaston-Bachelard est une voie privée située dans le 14e arrondissement de Paris. Elle débute au 99-101, boulevard Brune et se termine au 91, boulevard Brune.

## Origine du nom
Elle porte le nom du philosophe français Gaston Bachelard (1884-1962)

## Historique
Cette voie de desserte privée, créée en 1974 entre les nos 91 et 97, boulevard Brune dans l'ensemble immobilier sis nos 91 et 99, boulevard Brune et no 125, rue Didot, prend sa dénomination par décret préfectoral du 20 octobre 1975.
Une décision du 23 mars 1977 a étendu la dénomination à la voie créée entre le no 101 boulevard Brune et le no 7 de ladite allée.